# (1172) Äneas
Aneas és l'asteroide número 1172. Va ser descobert per l'astrònom Karl Wilhelm Reinmuth des de l'observatori de Heidelberg (Alemanya), el 17 d'octubre de 1930. La seva designació alternativa és 1930 UA.